# Młodzieżowe Indywidualne Mistrzostwa Szwecji na Żużlu 1990
Młodzieżowe Indywidualne Mistrzostwa Szwecji na Żużlu 1990 – cykl turniejów żużlowych, mających wyłonić najlepszych szwedzkich żużlowców w kategorii do 21 lat, w sezonie 1990. Tytuł wywalczył Joakim Karlsson. 

## Finał
- Hagfors, 15 września 1990

| Msc. | Zawodnik         | Klub        | Pkt   |  |  |
| ---- | ---------------- | ----------- | ----- |  |  |
| 1    | Joakim Karlsson  | Skepparna   | 13    |  |  |
| 2    | Tony Rickardsson | Stockholm   | 11 +3 |  |  |
| 3    | Stefan Dannö     | Indianerna  | 11 +2 |  |  |
| 4    | Stefan Lardner   | Rospiggarna | 11 +1 |  |  |
| 5    | Raymond Smedh    | Smederna    | 10    |  |  |
| 6    | Mikael Karlsson  | Ornarna     | 10    |  |  |
| 7    | Goran Flood      | Indianerna  | 10    |  |  |
| 8    | Magnus Damberg   | Korparna    | 7     |  |  |
| 9    | Robert Johansson | Smederna    | 6     |  |  |
| 10   | Niklas Klingberg | Ornarna     | 6     |  |  |
| 11   | Patrik Johansson | Smederna    | 6     |  |  |
| 12   | Mikael Haglund   | Indianerna  | 5     |  |  |
| 13   | Jimmy Engman     | Stockholm   | 5     |  |  |
| 14   | Magnus Oscarsson | Indianerna  | 3     |  |  |
| 15   | Robert Ljungholm | Stockholm   | 3     |  |  |
| 16   | Mats Malmberg    | Stockholm   | 1     |  |  |